# إميليو روبن
إميليو روبن (بالإسبانية: Emilio Reuben) (2 فبراير 1913 بفانكوفر في كندا - 20 يونيو 1988) هو مدرب كرة قدم ولاعب كرة قدم كندي وأرجنتيني في مركز الهجوم. لعب مع إنديبندينتي وديبورتيفو كالي وفيليز سارسفيلد ونادي راسينغ مونتيفيديو ونادي فلامنغو ونادي لانوس.